# Pfarrkirche Hinterthal

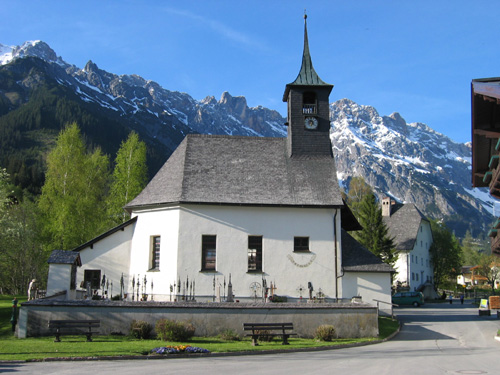
Katholische Pfarrkirche Heilige Dreifaltigkeit in Hinterthal

Die Pfarrkirche Hinterthal steht im Ort Hinterthal in der Gemeinde Maria Alm am Steinernen Meer im Bezirk Zell am See im Land Salzburg. Die auf das Patrozinium Dreifaltigkeit geweihte römisch-katholische Pfarrkirche gehört zum Dekanat Saalfelden in der Erzdiözese Salzburg. Das Kirchengebäude steht unter Denkmalschutz (Listeneintrag).

## Geschichte
Eine Kapelle aus Holz wurde 1610 erbaut. 1678 wurde eine gemauerte Kirche errichtet und 1740 baulich erweitert. Die Kirche wurde 1891 zur Pfarrkirche erhoben. 1961 war eine Restaurierung.

## Architektur
Die Kirche ist ein einfacher barocker Bau mit einem Dachreiter. Im Westen der Kirche schließt ein Friedhof an.
Der schlichte Außenbau unter einem Schindeldach mit einem umlaufenden Sockel hat einen polygonalen Schluss. Der Dachreiter mit einem Zeltdach ist aus Holz. Der genordete Kirchenbau hat im Süden einen Vorbau in der Breite des Langhauses. Die Sakristei ist nördlich angebaut.
Das Langhausinnere ist ungegliedert unter einer Flachdecke mit einem Stuckspiegel. Die Südempore ist aus Holz.

## Ausstattung
Der Hochaltar aus 1739 zeigt das Altarblatt Krönung Mariens und im Aufsatz das Bild hl. Joseph und trägt die Seitenkonsolfiguren der Wetterheiligen Johannes und Paul und im Aufsatz die Heiligen Isidor und Notburga, alle um 1740.
Die Kreuzwegstationen als Wandmalerei schuf der Maler Wilhelm Kaufmann (1961/1962).